# Radioåret 1934

## Händelser

### Januari
- 1 januari - I Nya Zeeland invigs stationen 3YL Christchurch.[1]

### Mars
- 26 mars - I Nya Zeeland invigs stationen 4YO Dunedin[1]

### November
- 28 november - Radiotjänst ger ut boken Röster om radio : Intryck och erfarenheter av tio års svensk rundradio, innehållande bland annat "Efraim Alexanders memoarer" samt en "Programalmanack" från 1 januari 1930 till 28 november 1934.

### Okänt datum
- SR har 750 000 radiolicenser, mot 25 000 under 1925 [2].

## Radioprogram

### Sveriges Radio
- 23 februari - Världens största turbinhjul, från Vargöns kraftstation.
- 5 april - Från Fredrika Bremer-förbundets 50-årsfest i Blå hallen.
- 23 juni - Midsommarkväll vid gränsen, från Svinesund.
- 20 juli - Från öppnandet av Vita Bandets Världskongress i Stockholms konserthus.
- 28 juli - Från lägerbålet vid internationella scoutlägret i Sunne.
- 4 augusti - Från Esperantokongressens öppnande i Stockholms konserthus.
- 15 augusti - Premiär för middagssändningar.
- 25 augusti - Karl Gerhards sommarrevy.
- 11 september - Den huvudfråga i svensk politik, som mitt parti anser, att valen bör besvara. Politisk diskussion.

## Födda
- 6 juli - Ulf Schenkmanis, svensk programledare.

### Fotnoter
1. 1 2  An Encyclopedia of New Zealand 1966
2. ↑  Sverige 1900-talet – Kampen om monopolet, NE, Bra Böcker, 2000